# Лієпая
Лі́єпая (латис. Liepāja, пол. Lipawa, біл. Лібава, нім. Libau) — місто в Латвії, на березі Балтійського моря.

## Назва
- Лієпая (латис. Liepāja;  вимова)
- Лібау, Лібава (нім. Libau, рос. Либава) — німецька назва, офіційно використовувана до 1918 року.
- Ліпава (пол. Lipawa) — польська назва.

## Географія
Розташоване на березі Балтійського моря, на півночі Лієпайського озера.

## Історія
- 1253 року Лібау вперше згадана в джерелах як Portas Liva — «лівська гавань».
- 1300 року лицарі Лівонського ордену збудували в гавані Лібау католицьку церкву, а 1301 року — замок Лібау. Розпочалася німецька колонізація краю.
- 1418 року поселення Лібау було зруйноване литовськими військами, а населення поголовно знищене.
- 1422 року польський король Ягайло намагався здобути замок Лібау, але безуспішно.
- 1560 року магістр Лівонського ордену Готтгард Кеттлер віддав замок Лібау під заставу прусському герцогу Альберту за 50 тисяч гульденів.
- 1609 року Лібау викуплене родиною покійного Готтгарда й включене до складу герцогства Курляндії і Семигалії. Під керівництвом герцогської династії Кеттлерів в Лібау поширюється лютеранство. Увійшло до складу Гробінської парафії.
- 18 березня 1625 року Лібау стало містом, отримавши магдебурзьке право від герцога Фрідріха Кеттлера. Цей день відзначається як день міста.
- 1645 року герцог Яків Кеттлер розбудував гавань Лібау для імпорту курляндських товарів[2]. Місто стало одним із головних торговельних центрів Курляндії.
- 1697 року збудовано новий порт Лібау, а замість річки прокладено канал, що безпосередньо сполучив місто з морем.
- 1701 року Лібау було окуповане шведами під час Великої північної війни.
- 1710 року чума знищила третину населення Лібау.
- 1795 року Лібау перейшло Російській імперії внаслідок приєднання герцогства Курляндії і Семигалії до Росії. Місто отримало назву Лібава.
- 1831 року Лібава отримала статус гавані першого класу. Місто розвивалося як торговий порт і курорт.
- 1871 року побудовано Лібавську залізницю.
- 1890 року в Лібаві почалося будівництво Лібавської військово-морської фортеці, а 1893 року — військового порту.
- 1894 року Лібава стала однією з баз Балтійського флоту Російської імперії.

### ХХ—ХХІ століття
- 1907 року в Лібаві відкрився Латиський театр — сучасний Лієпайський театр.
- 1919 року, внаслідок виборення Латвією незалежності, Лібава отримала латвійську назву Лієпая. Місто було столицею Латвії протягом декількох місяців.
- 1922 року в Лієпаї відкрилася Лієпайська консерваторія, а 1924 року — Лієпайський музей історії та мистецтва.
- 1940 року, під час Другої світової війни, СРСР окупував Лієпаю, так само як і всю територію Латвійської республіки.
- 1941 року, у ході німецько-радянської війни, Німеччина звільнила Лієпаю від радянської влади, встановивши власний режим.
- 1944 року СРСР повторно захопив Лієпаю.
- 1991 року, внаслідок розвалу СРСР, Лієпая увійшла до складу незалежної Латвії.
- 2001 року, центр підготовки водолазів Балтійської Військово-морської Ескадри
- 25 жовтня 2022 року демонтовано пам'ятник радянським воїнам у Лієпаї. Рішення про знесення пам'ятника було ухвалено Лієпайською думою ще в середині серпня 2022 року. Пам'ятник скульптора Егонс Звірбуліс та архітектора Яніс Ліцитіс був визнаний таким, що «представляє художньо-історичну цінність» й переданий на зберігання до Музею окупації Латвії[3].

## Населення
| Національний склад (2011) | Національний склад (2011) | Національний склад (2011) | Національний склад (2011) | Національний склад (2011) |
| ------------------------- | ------------------------- | ------------------------- | ------------------------- | ------------------------- |
|                           |                           |                           |                           |                           |
| Латиші (42 363)           | Латиші (42 363)           |                           | 55.21%                    | 55.21%                    |
| Росіяни (23 691)          | Росіяни (23 691)          |                           | 30.88%                    | 30.88%                    |
| Українці (3616)           | Українці (3616)           |                           | 4.71%                     | 4.71%                     |
| Білоруси (2521)           | Білоруси (2521)           |                           | 3.29%                     | 3.29%                     |
| Литовці (2238)            | Литовці (2238)            |                           | 2.92%                     | 2.92%                     |
| Поляки (776)              | Поляки (776)              |                           | 1.01%                     | 1.01%                     |
| Інші (1526)               | Інші (1526)               |                           | 1.98%                     | 1.98%                     |

Лієпая — третє за чисельністю населення місто Латвії.

## Економіка

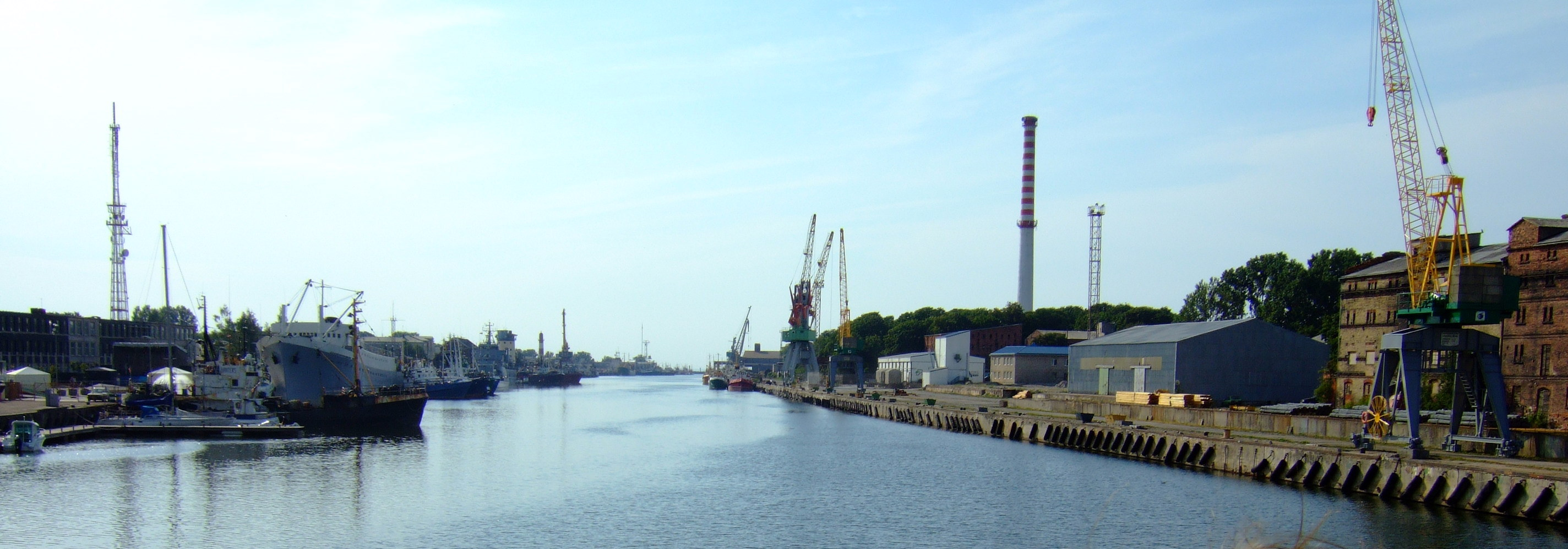
Порт Лієпая

Місто має два морські порти, торговий і військовий. Міжнародний аеропорт Лієпая — один з трьох міжнародних аеропортів Латвії. У 1997 році спеціальною економічною зоною забезпечено низьке податкове навантаження, яке встановлене на 20 років для того, щоб привернути іноземні інвестиції та полегшити економічний розвиток Лієпаї. Головна промисловість в місті — сталевий виробник Liepājas Metalurgs та виробництво білизни (марка Lauma).

## Освіта
- Лієпайський університет

## Уродженці та міста-побратими
- Тіссе Едуард Казимірович (1897—1961) — радянський кінооператор, режисер
- Безсмертний Артур Анатолійович (1984—2018) — солдат Збройних сил України, учасник російсько-української війни.
- Вікторс Ясьоніс — латвійський хокеїст.
- Ернестс Фолдатс (1925—2003) — венесуельський ботанік, відомий дослідник орхідей.
- Лайла Пакалніня (* 1962) — латвійський кінорежисер і сценарист.
- Іванов Анатолій Олександрович (нар. 1953) — український художник.

|  |  |

- Міста-побратими

- Белвью (Вашингтон), США (1992)
- Саутгемптон, Велика Британія
- Корк, Ірландія
- Турку, Фінляндія
- Нюкьобінг Фальстер, Данія (1993)
- Ольборг, Данія
- Рогаланд, Норвегія (1999)
- Берген, район Årstad, Норвегія (2001)
- Карлсхамн, Швеція (1997)
- Кальмар, Швеція
- Нюнесхамн, Швеція (1990)
- Хельсінгборг, Швеція (2005)
- Паланга, Литва (2001)
- Клайпеда, Литва (1997)
- Гдиня, Польща (1999)
- Ельблонг, Польща (1991)
- Гомель, Білорусь (1999)
- Форлі, Італія
- Кальярі, Італія
- Шербур, Франція
- Ассен, Нідерланди
- Гронінген, Нідерланди
- Зволле, Нідерланди
- Дармштадт, Німеччина (1993)
- Берлін, Німеччина
- Кіль, Німеччина
- Росток, Німеччина
- Бремерхафен, Німеччина
- Гамбург, Німеччина
- Бердянськ, Україна